# Tea for Two
Tea for Two é um filme musical estadunidense de 1950, dirigido por David Butler, e estrelado por Doris Day e Gordon MacRae. O roteiro de Harry Clork e William Jacobs foi inspirado no musical No, No, Nanette de 1925.

## Elenco
- Doris Day como Nanette Carter
- Gordon MacRae como  Jimmy Smith
- Gene Nelson como Tommy Trainor
- Eve Arden como Pauline Hastings
- Billy De Wolfe como  Larry Blair
- Bill Goodwin como William Early
- Virginia Gibson como Mabel Wiley
- S. Z. Sakall como J. Maxwell Bloomhaus
- Patrice Wymore como Beatrice Darcy

## Recepção
Em sua crítica no The New York Times, Bosley Crowther chamou o filme de "entretenimento agradável", "um espetáculo alegre" e "uma produção bastante genial" e acrescentou: "Miss Day e o Sr. MacRae ... se complementam como amendoim, manteiga e geleia".

## Prêmios e indicações
Gene Nelson ganhou o Globo de Ouro de melhor ator revelação por seu trabalho em Tea for Two.